# گره دوسرطناب
گره دوسرطناب (به انگلیسی: Fisherman's knot) یک گره با شکل متقارن است که برای اتصال دو طناب به یکدیگر استفاده می‌شود و از دو گره سردست تشکیل می‌شود و هر گره در پشت گره دیگر قرار دارد.
این گره را می‌توان با تعداد بیشتری از گره سردست به وجود آورد. به‌طور مثال با یک گره سردست دولا می‌توان گره دوسرطناب دوبل را به وجود آورد. 

## نگارخانه

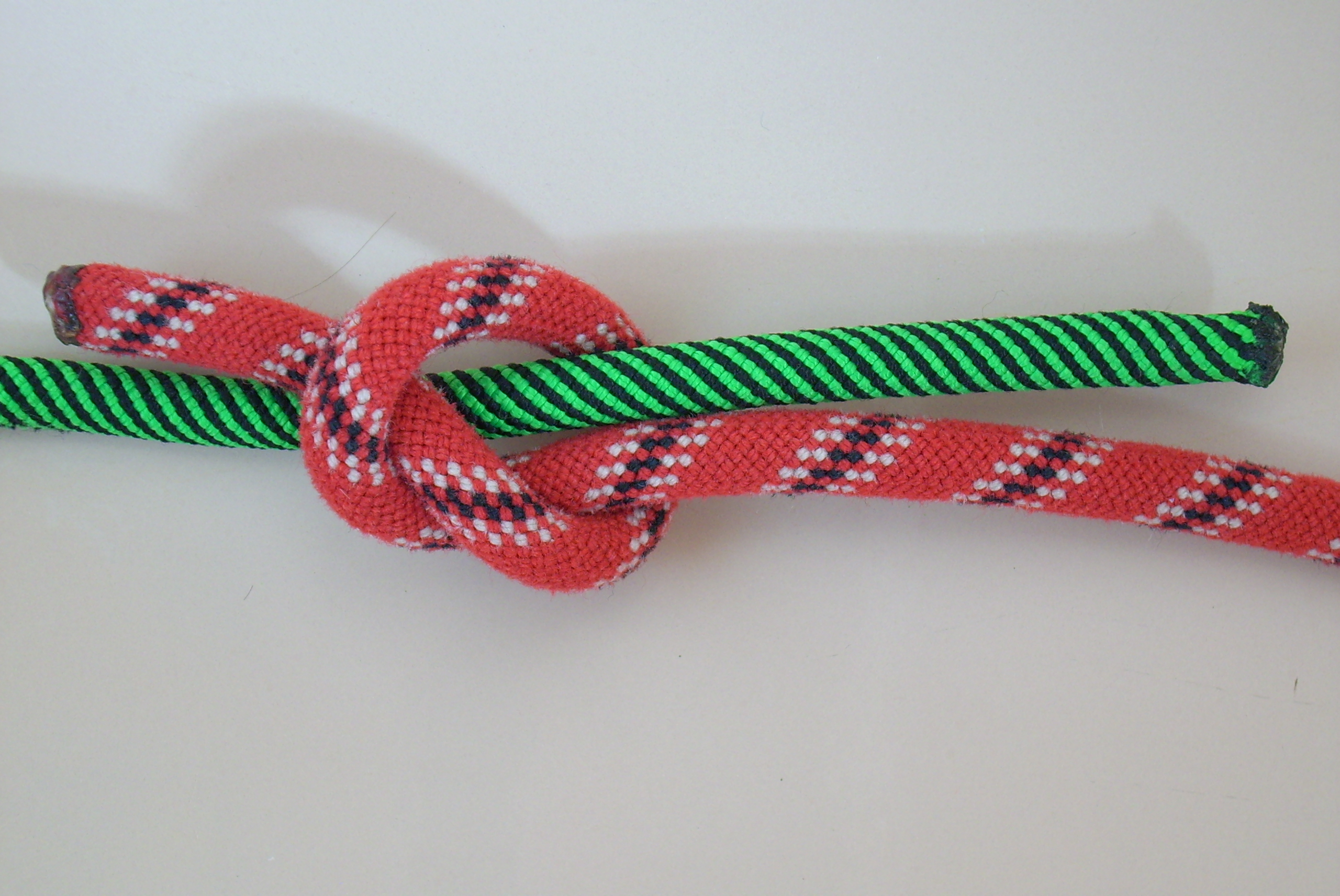
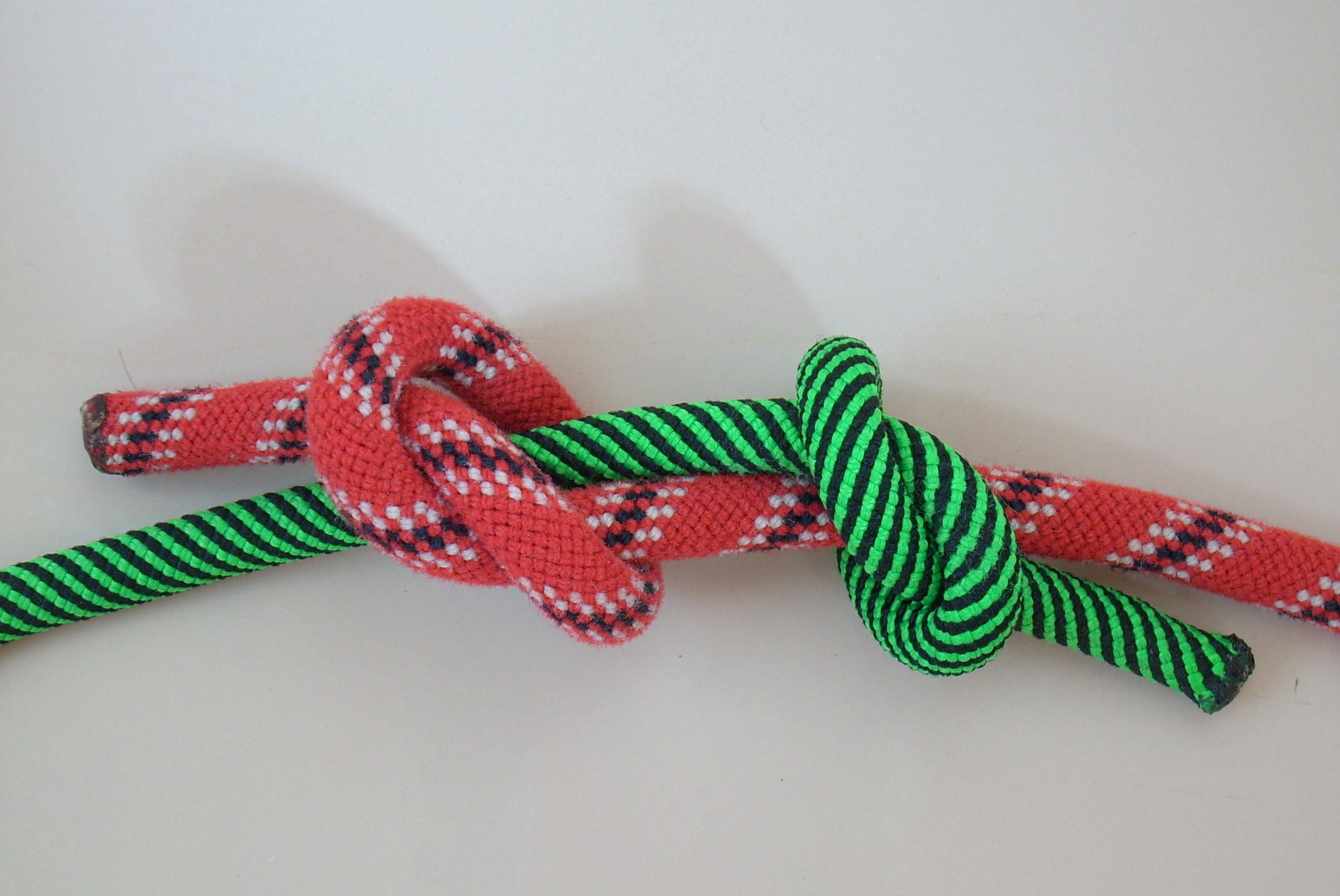
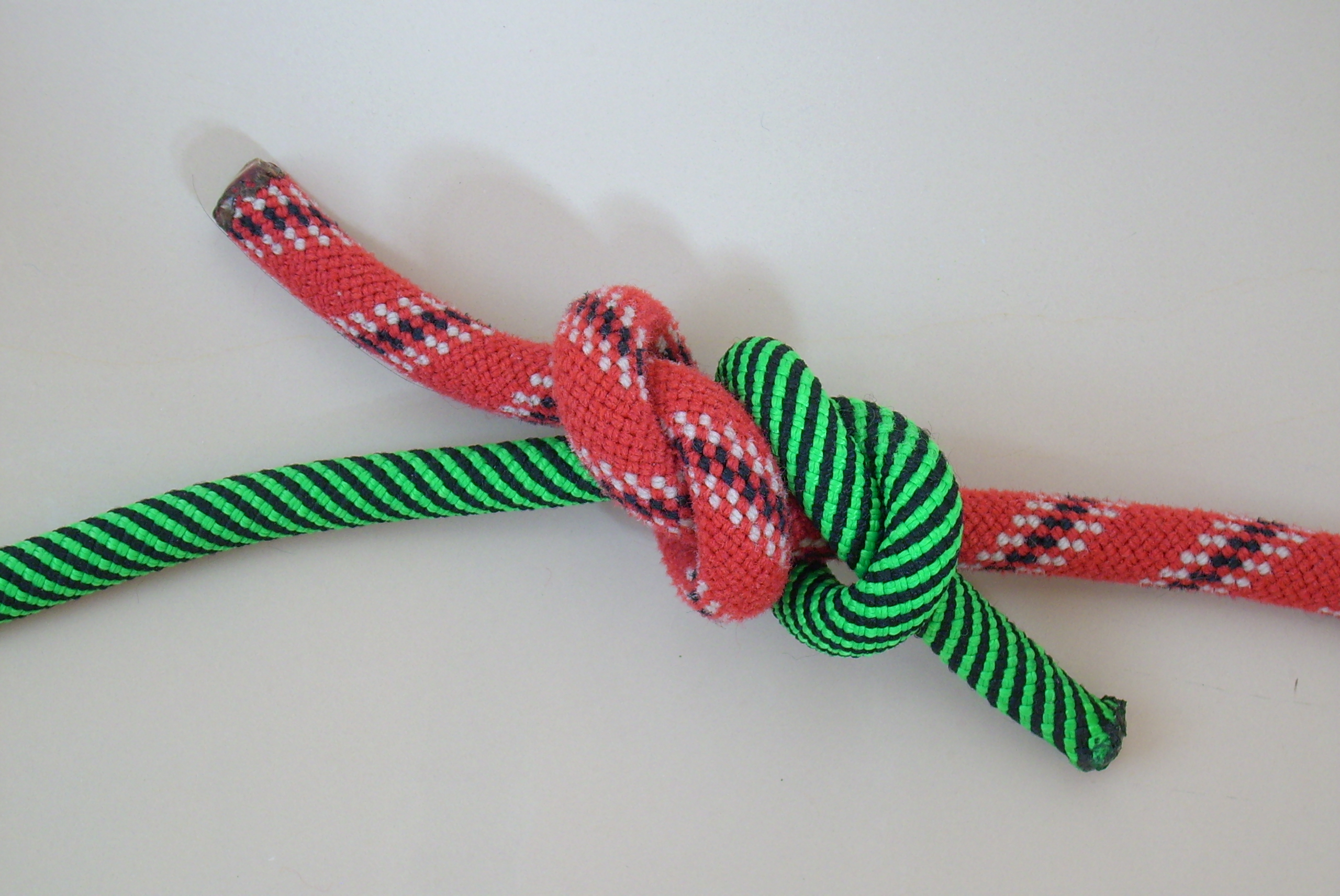